# Shaun Alexander
Shaun Edward Alexander (Florence, Kentucky, 30 de agosto de 1977) é um ex-jogador de futebol americano que atuava como running back na National Football League e que se encontra atualmente como um free agent. Ele foi selecionado pelo Seattle Seahawks no Draft de 2000 da NFL. Antes disso ele atuou como RB na Boone County High School e jogou futebol americano universitário na Universidade do Alabama.

## Carreira na universidade
Depois de se formar na Boone County em 1995, Alexander recebeu uma bolsa de estudos para atuar na Alabama Crimson Tide football, o time de futebol americano da Universidade do Alabama.
Em sua primeira temporada, Alexander correu para 291 jardas, recorde da faculdade, e também fez 4 touchdowns na vitória por 26 a 0 contra o LSU Tigers football no Tiger Stadium.
Após seu terceiro ano, Alexander decidiu retornar para mais uma temporada em Alabama antes de entrar no Draft da NFL. Depois de receber considerações para o Heisman Trophy, mas ele logo seria descartado depois de uma contusão no joelho em um jogo contra Tennessee. Mas Alexander ainda conseguiu ter um papel decisivo na final do Southeastern Conference de 1999, com um touchdown de 25 jardas para dar a vitória contra Florida na prorrogação. No quarto periodo do Iron Bowl de 1999 contra os riváis de Auburn, Alexander liderou a virada com três touchdowns terrestres na vitória por 28 a 17, terminando aquele jogo com 199 jardas.

### Números na faculdade
| Temporadas | Jogos | Jardas terrestres | Jardas terrestres | Jardas terrestres | Jardas terrestres | Jardas terrestres | Jardas terrestres | Jardas recebidas | Jardas recebidas | Jardas recebidas | Jardas recebidas | Jardas recebidas | Jardas recebidas |
| Temporadas | Jogos | Ten               | Jardas            | Média             | TD                | Maior jogada      | Jardas/Jogo       | Rec              | Jardas           | Média            | TD               | Maior jogada     | Jardas/Jogo      |
| ---------- | ----- | ----------------- | ----------------- | ----------------- | ----------------- | ----------------- | ----------------- | ---------------- | ---------------- | ---------------- | ---------------- | ---------------- | ---------------- |
| 1996       | 11    | 77                | 589               | 7,6               | 6                 | 73                | 53,5              | 7                | 53               | 7,6              | 0                | 28               | 4,8              |
| 1997       | 9     | 90                | 415               | 4,6               | 3                 | 27                | 46,1              | 4                | 37               | 9,3              | 0                | 22               | 4,1              |
| 1998       | 10    | 232               | 1 046             | 4,5               | 12                | 37                | 104,6             | 25               | 379              | 15,2             | 4                | 43               | 37,9             |
| 1999       | 11    | 302               | 1 383             | 4,6               | 19                | 38                | 125,7             | 25               | 323              | 12,9             | 4                | 51               | 29,4             |
| Total      | 41    | 701               | 3 433             | 4,9               | 40                | 73                | 83,7              | 61               | 792              | 13,0             | 8                | 51               | 19,3             |

## Carreira como profissional

### Seattle Seahawks

#### 2000–2004
Alexander foi selecionado pelo Seattle Seahawks no Draft de 200 da NFL na primeira rodada como 19º overall pick. O Seahawks adquiriu o direito de fazer esse pick depois de uma troca que mandou o wide receiver Joey Galloway para o Dallas Cowboys. Em sua primeira temproada, Alexander viu pouca ação atrás do titular Ricky Watters, correndo para apenas 313 jardas e dois touchdowns.
No segundo ano de Alexander na NFL, ele se tornou o running back titular do Seahawks, depois de uma série de contusões e eventual aposentadoria de Watters. Alexander então correu para 1,318 jardas e fez 14 touchdowns, ficando atrás apenas de Marshall Faulk no total de touchdowns. A linha ofensiva de Seattle foi comandada pelo Pro Bowler Walter Jones e pelo rookie Steve Hutchinson. No Sunday Night Football em 11 de novembro de 2001, contra o rival da AFC West Oakland Raiders no Husky Stadium em Seattle, Alexander correu para 266 jardas, um recorde da franquia, em 35 carregadas.
Em 2002, ele começou todos os 16 games na NFC liderando a liga e estabelecendo um recorde da franquia com 16 touchdowns terrestres, quatro deles vieram no primeiro periodo em 29 de setembro de 2002 em um jogo contra o Minnesota Vikings no Seahawks Stadium (mais tarde renomeado Qwest Field) em Seattle. Ele também fez uma recepção de 80 jardas para touchdown no primeiro tempo. Seus 5 touchdowns no primeiro tempo naquele jogo estabeleceu um recorde na NFL. Este foi mais um jogo do Sunday Night Football da ESPN, aumentando a popularidade de Alexander em jogos com cobertura nacional.
2003 foi mais um ano produtivo para Alexander. Ele correu para 1,435 jardas e marcou 16 touchdowns. Seattle também fez sua primeira aparição nos playoff desde 2000. O sucesso de Alexander em 2003 deu a ele sua primeira viagem a Honolulu, na festa do Pro Bowl.
Em 2004, Alexander permaneceu como uma das armas mais importantes do ataque de Seattle. Ele terminou em segundo na NFL em jardas terrestres com 1,696 ficando atrás de Curtis Martin do New York Jets por apenas 1 jarda. Depois de ficar a apenas uma corrida da liderança da liga em jardas em um jogo contra o Atlanta Falcons onde ele foi para o banco mais cedo, Alexander acusou o técnico Mike Holmgren de "apunhalá-lo pelas costas" por negar a ele a oportunidade de ser líder em jardas naquele ano. Alexander depois retirou o que disse e reiterou o apoio ao técnico.

#### 2005
Alexander acabou tendo a melhor temporada da carreira em 2005. Em seu primeiro jogo contra o Jacksonville Jaguars, ele correu para 73 jardas. Depois ele fez um touchdown correndo de 88 jardas contra Arizona Cardinals e 6 de novembro de 2005, e mais tarde correu para 165 jardas contra o St. Louis Rams em 13 de novembro de 2005. Ele também marcou 4 touchdowns contra Arizona em 25 de setembro de 2005 e contra Houston Texans em 16 de outubro de 2005. Ele liderou a NFL naquele ano em jardas terrestres, touchdowns terrestres, votos para o Pro Bowl e em pontos.
Durante a temporada de 2005, ele quebrou o recorde da franquia do Seattle Seahawks em jardas terrestres. Em 13 de novembro de 2005, ele marcou 3 touchdowns naquela partida fazendo dele o primeiro running back na história da NFL a ter 15 ou mais touchdowns em cinco temporada seguidas. Em 20 de novembro de 2005, em San Francisco, Alexander se tornou o primeiro jogador na história da NFL a marcar 19 TDs, somando recebidos e corridos, em apenas 10 jogos (Steve Van Buren teve 18 em 1945). Ele então eventualmente quebrou o recorde de Priest Holmes com 27 touchdowns em 2003, sendo que seus 27 touchdowns terrestres também empatou com Holmes com maior número de TDs numa temporada (recorde que seria batido um ano mais tarde por LaDanian Tomlinson).
Depois de receber o prêmio de MVP por sua performance em 2005, Shaun Alexander sofreu uma concussão no jogo de Playoff de Divisão contra o Washington Redskins. Mas retornou na NFC Championship Game contra o Carolina Panthers onde ele carregou a bola 34 vezes para 132 jardas e fez 2 touchdowns, sendo esta sua melhor performance em um jogo de playoff na carreira.
Shaun Alexander e o Seahawks acabaram perdendo para o Pittsburgh Steelers no Super Bowl XL em 5 de fevereiro de 2006. Alexander fez apenas 95 jardas naquele jogo. No final daquela temporada ele foi para ser capa do Madden NFL 2007. Alexander foi o primeiro jogador a ser capa dos jogos Madden NFL e NCAA Football. Ele era o único até Larry Fitzgerald ser selecionado como capa do Madden NFL 10.

#### 2006
Em março de 2006, Alexander assinou um contrato de 8 anos valendo US$62 milhões de dolares com o Seahawks (15.1 milhões garantidos e 15 milhões a serem pagos no primeiro ano de contrato), fazendo dele o running back mais bem pago na história da NFL naquele momento. Contudo, o All-Pro offensive guard Steve Hutchinson deixou o time para ir fazer carreira no Minnesota Vikings, enfraquecendo a linha ofensiva de Alexander, que tinha sido a grande responsável por seu sucesso em 2005.
O sucesso de Alexander na temporada anterior o fez capa do video game Madden NFL 07, Alexander então quebrou o pé na Semana 3 daquela temporada, dando continuidade a chamada Maldição do Madden. Contudo, naquele mesmo ano, Alexander estabeleceu um recorde com 102 touchdowns na carreira, quebrando o recorde anterior de Steve Largent. Ele retornou aos gramados em 19 de novembro contra o San Francisco 49ers, correndo 17 vezes com a bola para apenas 37 jardas. Em 27 de novembro no Monday Night Football contra o Packers, Alexander carregou a bola 40 vezes, um recorde da franquia, para 201 jardas em um jogo coberto de neve pela primeira vez no Qwest Field. Este foi o retorno do MVP em rede nacional de televisão, onde ele jogou com o pé ainda quebrado. Em 10 de dezembro de 2006, veio a derrtoa contra o Arizona Cardinals, mas Alexander ainda quebrou o recorde de Barry Sanders com maior número de jogos consecutivos com uma corrida de 10 ou mais jardas.
Alexander terminou a temporada de 2006 com 252 carregadas para 896 jardas e 7 touchdowns em dez jogos.

#### 2007
Durante a Semana 1 contra Tampa Bay, Alexander fraturou o pulso direito. Ele teria dito que a contusão não foi muito grave e que ele poderia ter continuado a jogar, mas sua performance foi piorando gradativamente. Durante a Semana 5, o principal bloqueador de Alexander, Mack Strong, sofreu uma contusão no pescoço, o que o forçou a se aposentar; Ele foi substituido por Leonard Weaver. Isso deixou Alexander ainda mais exposto e como resultado seguiu-se várias contusões. Na semana 9, ele machucou tanto o tornozelo quanto os joelhos. Mesmo assim, no último jogo de temporada regular, Alexander foi capaz de se tornar o oitavo jogador na história da NFL a atingir a marca de 100 touchdowns terrestres.
Alexander terminou 2007 com 716 jardas terrestres em 207 tentativas, com uma média de 3.5 jardas por corrida com 4 touchdowns em 10 jogos. Ele também fez 14 recepções para 76 jardas e um touchdown. Em 12 de janeiro de 2008 veio a derrota para o Green Bay Packers na primeira rodada dos playoffs no qual Alexander fez apenas 20 jardas em 9 carregadas e marcou um touchdown. Então o Seahawks decidiu dispensar Shaun Alexander do time em 22 de abril de 2008.

### Washington Redskins

#### 2008
Depois de ser liberado, Alexander visitou vários times entre eles o Cincinnati Bengals, New Orleans Saints e o Detroit Lions. mas ele não conseguiu assinar contrato com nenhum time até visitar o Washington Redskins. Em 14 de outubro de 2008, os Redskins assinam com Alexander para preencher o vazio deixado com a contusão do RB Ladell Betts. Contudo, o Redskins liberaram Shaun em 25 de novembro de 2008 depois de ele carregar a bola apenas 11 vezes em 4 jogos com uma média horrivel de 2.2 jardas por corrida.

### Aposentadoria
Alexander permaneceu sem time durante a temporada de 2008 e apesar do esforço, ele não conseguiu chegar a um acordo com algum time da NFL. Em agosto de 2009 Alexander expressou sua vontade de voltar a NFL, dizendo que quatro times já entraram em contato com ele mas nenhum oferecendo contrato: "Meu treinamento melhorou e chegou a um nível onde eu me sinto forte e mais explosivo de uma forma que eu jamais estive," ele disse. "Eu acho que com o time certo e com a situação certa eu poderia ser de grande ajuda. A única coisa que eu faço bem desde criança é marcar touchdowns. Então se alguém precisa de ajuda na red zone e precisa de algum trabalho, eu poderia voltar de novo."
Em 2011, o jogador decidiu se aposentar.

### NFL
| Legenda | Legenda                              |
| ------- | ------------------------------------ |
|         | MVP da NFL & Jogador Ofensivo do Ano |

| Time                | Temporada | Jogos | Jogos | Correndo com a bola | Correndo com a bola | Correndo com a bola | Correndo com a bola | Correndo com a bola | Recebendo a bola | Recebendo a bola | Recebendo a bola | Recebendo a bola | Recebendo a bola | Fumbles | Fumbles  |
| Time                | Temporada | J     | T     | Ten                 | Jardas              | Média               | Maior jogada        | TD                  | Rec              | Jardas           | Média            | Maior jogada     | TD               | Fum     | Perdidos |
| ------------------- | --------- | ----- | ----- | ------------------- | ------------------- | ------------------- | ------------------- | ------------------- | ---------------- | ---------------- | ---------------- | ---------------- | ---------------- | ------- | -------- |
| Seattle Seahawks    | 2000      | 16    | 1     | 64                  | 313                 | 4,9                 | 50                  | 2                   | 5                | 41               | 8,2              | 18               | 0                | 2       | 2        |
| Seattle Seahawks    | 2001      | 16    | 12    | 309                 | 1 318               | 4,3                 | 88                  | 14                  | 44               | 343              | 7,8              | 28               | 2                | 4       | 4        |
| Seattle Seahawks    | 2002      | 16    | 16    | 295                 | 1 175               | 4,0                 | 58                  | 16                  | 59               | 460              | 7,8              | 80               | 2                | 3       | 1        |
| Seattle Seahawks    | 2003      | 16    | 15    | 326                 | 1 435               | 4,4                 | 55                  | 14                  | 42               | 295              | 7,0              | 22               | 2                | 4       | 3        |
| Seattle Seahawks    | 2004      | 16    | 16    | 353                 | 1 696               | 4,8                 | 44                  | 16                  | 23               | 170              | 7,4              | 24               | 4                | 5       | 3        |
| Seattle Seahawks    | 2005      | 16    | 16    | 370                 | 1 880               | 5,1                 | 88                  | 27                  | 15               | 78               | 5,2              | 9                | 1                | 5       | 1        |
| Seattle Seahawks    | 2006      | 10    | 10    | 252                 | 896                 | 3,6                 | 33                  | 7                   | 12               | 48               | 4,0              | 14               | 0                | 6       | 3        |
| Seattle Seahawks    | 2007      | 13    | 10    | 207                 | 716                 | 3,5                 | 25                  | 4                   | 14               | 76               | 5,4              | 18               | 1                | 2       | 0        |
| Washington Redskins | 2008      | 4     | 0     | 11                  | 24                  | 2,2                 | 8                   | 0                   | 1                | 9                | 9,0              | 9                | 0                | 0       | 0        |
| Total               | Total     | Total | Total | 2 187               | 9 453               | 4,3                 | 88                  | 100                 | 215              | 1 520            | 7,1              | 80               | 12               | 31      | 17       |